# Wyższa Szkoła Zarządzania Ochroną Pracy w Katowicach
Wyższa Szkoła Zarządzania Ochroną Pracy w Katowicach (WSZOP) – niepubliczna szkoła wyższa z siedzibą w Katowicach przy ul. Bankowej 8. 

## Charakterystyka
Wpisana do rejestru uczelni niepublicznych i związków uczelni niepublicznych MNiSW dnia 28 lutego 2002 r. pod nr 233.
Uczelnia jest pierwszą w kraju, która rozpoczęła kształcenie inżynierów BHP wg autorskiego programu uwzględniając wymogi jakie w tym okresie określały regulacje Unii Europejskiej. WSZOP od dwudziestu dwóch lat jest związana z ośrodkami naukowymi w kraju i zagranicą w zakresie realizacji badań naukowych i różnych form kształcenia koncentrujących się w obszarach związanych z bezpieczeństwem pracy.
Obecnie oferta edukacyjna WSZOP obejmuje kierunki studiów inżynierskich, społecznych i humanistycznych, studia podyplomowe oraz kształcenie specjalistyczne.
Programy studiów mają profil praktyczny, koncentrują się na przygotowaniu zawodowym absolwentów z uwzględnieniem kontekstów społecznych w aspekcie kształcenia aktywnego obserwatora i moderatora życia oraz języków obcych, jako środka porozumiewania się i poznawania różnorodności kulturowych we współczesnym świecie.
Misją uczelni jest kształcenie liderów humanizacji pracy w relacjach człowiek - praca - środowisko przy zachowaniu postaw kultury i bezpieczeństwa.

## Władze uczelni
Rektor
prof. dr hab. inż. Bohdan Mochnacki
Prorektor
dr Anna Sikorska
Kanclerz
mgr Małgorzata Sikorska
Dyrektor Kolegium Nauk Technicznych
dr inż. Witold Krieser
Dyrektor Kolegium Społeczny
dr inż. Aneta Siwczyk
Dyrektor Kolegium Filologii
dr Elżbieta Krawczyk

## Jednostki uczelniane
- Kolegium  Nauk Technicznych
  - Katedra Inżynierii Mechanicznej i Energetyki

- Kolegium Nauk Społecznych
  - Katedra Nauk Społecznych
  - Katedra Zarządzania i Jakości

- Kolegium Filologii

- Jednostki ogólnouczelniane
  - Biblioteka
  - Wydawnictwo
  - Studium e-learningu
  - Studium Wychowania Fizycznego i Sportu
  - Centrum Wsparcie Osób z Niepełnosprawnością

- Organizacje studenckie:
  - Samorząd Studencki
  - Klub Uczelniany AZS
  - Koła naukowe
  - Stowarzyszenie Absolwentów WSZOP

## Kształcenie
Uczelnia prowadzi studia na sześciu kierunkach I i II stopnia:
- Bezpieczeństwo wewnętrzne
- Energetyka
- Filologia: anglistyka
- Logistyka
- Zarządzanie
- Zarządzanie i Inżynieria produkcji.

Ponadto Uczelnia prowadzi studia podyplomowe oraz  kształcenie specjalistyczne .

## Współpraca
- Główny Instytut Górnictwa w Katowicach – współpraca od 2007 r.; umowa o utworzeniu Centrum Naukowego; celem Centrum jest promocja nauki oraz realizacja badań z obszaru bezpieczeństwa pracy oraz ochrony środowiska.
- Centrum Materiałów Polimerowych i Węglowych Polskiej Akademii Nauk w Zabrzu -. Zakres współpracy obejmuje badania z dziedziny chemii, ze szczególnym uwzględnieniem zagadnień materiałów polimerowych i węglowych.
- Université Paris 13 (UP-13) – umowa w sprawie wspólnej realizacji studiów na kierunku Zarządzanie.
- WSZOP aktywnie współpracuje z ponad 20 uczelniami w Ukrainie, w zakresie realizacji wspólnych studiów, organizacji konferencji, publikacji, wymiany studentów w ramach programu Erasmus +..
- Uniwersytet w Uppsali – umowa w sprawie implementacji programów nauczania z zakresu ochrony środowiska oraz kultury państw z obszaru morza bałtyckiego.

### ERASMUS+
Uczelnia angażuje się w projekty mobilności w ramach programu Erasmus+. Dzięki zawartym umowom współpracy z prestiżowymi uczelniami partnerskimi, studenci WSZOP mogą realizować studia w ramach jednego semestru m.in. na Litwie, w Estonii, Chorwacji, Turcji, Bułgarii, Portugalii i we Włoszech. 
Erasmus+ oferuje nauczycielom akademickim WSZOP możliwość zdobywania nowych doświadczeń dydaktycznych oraz dzielenia się swoimi metodami dydaktycznymi poprzez prowadzenie zajęć na uczelniach partnerskich.

## Akademickie Biuro Karier
Akademickie Biuro Karier (ABK) działa we WSZOP od 2004 roku. Pomaga studentom i absolwentom w osiągnięciu sukcesu na rynku pracy. Dla wielu młodych ludzi jest pierwszym i podstawowym źródłem informacji na temat rynku pracy. ABK organizuje: porady prawne, porady psychologiczne, seminaria, zajęcia wprowadzające w prawo pracy, warsztaty i szkolenia oraz TARGI PRACY organizowane z udziałem najlepszych firm z Regionu Śląskiego.

## AZS WSZOP
Akademicki Związek Sportowy działa na rzecz integracji środowiska akademickiego poprzez upowszechnianie sportu. W swoich sekcjach gromadzi studentów i pracowników. Organizuje mecze i zawody sportowe z innymi ośrodkami akademickimi. Zajęcia odbywają się w obiektach sportowych uczelni oraz w AWF w Katowicach. 
W Klubie Uczelnianym AZS WSZOP studenci i pracownicy prężnie uczestniczą w sekcjach: 
- siatkówki,
- tenisa stołowego,
- fitness,
- piłki ręcznej kobiet,
- piłki nożnej,
- koszykówki,
- pływania
- oraz w Klubie Biegacza.